# (5123) Cyne
(5123) Cyne, nom international (5123) Cynus, est un astéroïde troyen jovien.

## Description
(5123) Cyne est un astéroïde troyen jovien, camp grec, c'est-à-dire situé au point de Lagrange L4 du système Soleil-Jupiter. Il présente une orbite caractérisée par un demi-grand axe de 5,228 UA, une excentricité de 0,103 et une inclinaison de 8,5° par rapport à l'écliptique.
Il est nommé en référence à une cité des locriens de la mythologie grecque, Cyne (en), un des ports d'embarquement des Grecs lors du conflit légendaire de la guerre de Troie.

## Compléments